# عزيزة الهبري
عزيزة يحيي الهبري (بالإنجليزية: Azizah Hebri)‏ فيلسوفة وأكاديمية أميركية من أصل لبناني، هي أستاذة قانون فخرية في كلية تي سي وليامز للقانون التابعة لجامعة ريتشموند. هي أستاذة جامعية سابقة للفلسفة، وهي المحررة المؤسسة لدورية هيباتيا: مجلة الفلسفة النسوية، ومؤسسة ورئيسة «كرامة»: المحامين النساء المسلمات لحقوق الإنسان. حاصلة على منحة فولبرايت 
، وقد كتبت كثيرا عن قضايا الإسلام والديمقراطية، وحقوق المرأة المسلمة، وحقوق الإنسان في الإسلام. قامت بتحرير مجلد خاص عن الإسلام لمجلة القانون والدين. مقالاتها الأخيرة تشمل «رؤية إسلامية على العنف الاسري» (مجلة فوردهام للقانون الدولي، 10ديسمبر 2003)، و«إعادة تعريف أدوار النساء المسلمات في القرن القادم» (الديمقراطية وحكم القانون، فصلية الكونغرس، 2001). كانت المستشارة لبرنامج "محمد: تراث نبي"، (2002)، الحائز على جوائز والذي بث على قنوات بي بي أٍس (PBS). حاليا تنكب على إنجاز كتاب عن عقد الزواج الإسلامي في المحاكم الأمريكية. هي عضو في العديد من المجالس الاستشارية لمنظمات مختلفة، بما في ذلك منتدى بيو (PEW) للدين في الحياة العامة، ومشروع التعددية في جامعة هارفارد، والدين والأخلاق الاسبوعية على (PBS). وهي أيضا عضو في مشروع الدستور اللجنو حول الحرية والأمن. في يونيو 2011، عينها الرئيس باراك أوباما لتكون بمثابة المفوضة في لجنة الولايات المتحدة بشأن الحرية الدينية العالمية. هي حفيدة الشيخ توفيق الهبري المربي ورجل الدين اللبناني مؤسس أول فرقة كشفية عربية.

## مواقع خارجية
- موقع عزيزة الهبري في جامعة ريتشموند
- عزيزة الهبري، موقع الكرامة
- شخصية الشهر: الدكتورة عزيزة الهبري، موقع مؤسسة المرأة المصرية للقانون وثقافة السلام